# Serafin (Rockband)
Serafin ist eine Rockband aus London, deren Name der Bibel entstammt (siehe hierzu Seraphim).

## Geschichte
Die Mitglieder von Serafin waren zunächst in verschiedenen anderen Bands tätig, unter anderem war Sänger Ben Smith Mitglied einer Band namens Stony Sleep, Bassist Ben Ellis spielte bei Catherine Wheel und Ben Smiths später hinzugekommener Bruder Christian war Schlagzeuger bei Razorlight. 2001 wurde die Band von Taste Media unter Vertrag genommen. Nach ihrer ersten Singleveröffentlichung wurden sie von der englischen Musikpresse (namentlich dem New Musical Express) als neue Rockhoffnung Großbritanniens lanciert; 2003 veröffentlichten sie ihr in Los Angeles eingespieltes Debütalbum No Push Collide, das von Dave Sardy produziert wurde. Nach einigen Besetzungswechseln spielten sie ihr zweites Album ein; auf Grund einer unklaren Vertragssituation, die entstand als Taste Media von Warner übernommen wurde, konnte das Album To The Teeth erst Ende 2007, letztendlich unter ihrem selbstgegründeten Label „Our Rekords“, veröffentlicht werden.

## Stil
Serafin wurde von ihrem ehemaligen Label Sony BMG als eine Mischung aus Jane’s Addiction und Weezer vermarktet. Diese Beschreibung wurde von weiten Teilen der Musikpresse akzeptiert; eine weitere häufig genannte Referenz sind die Foo Fighters.

## Auftritte
Serafin spielten mittlerweile mehrere Support- und auch Headlinertourneen. Im deutschsprachigen Raum waren sie abgesehen von Auftritten als Hauptband als Vorgruppe von Frank Black und Die Happy zu sehen, in Großbritannien unterstützten sie unter anderem Muse und Feeder. In den letzten Jahren spielten Serafin auch viele Festivals, etwa das Highfield-Festival, das Terremoto und das Taubertal Openair.

## Diskografie
- 2003: No Push Collide (Album, Sony BMG)
- 2007: To The Teeth (Album, Our Rekords)

Auf ihrer Website veröffentlichten sie außerdem zwei Akustikalben zum kostenlosen Download.